# ميريام بيرد غرينبرغ
ميريام بيرد غرينبرغ (بالإنجليزية: Miriam Bird Greenberg)‏ (1980)؛ كاتِبة وشاعرة أمريكية.